# Brianda de Beaumont
Brianda de Beaumont fue una noble española del siglo XVI, V condesa de Lerín, IV marquesa de Huéscar y II duquesa de Huéscar.
Brianda fue la hija mayor de Luis IV de Beaumont, (m. 9 de enero de 1565), IV conde de Lerín, III marqués de Huéscar y IV condestable de Reino de Navarra y de su mujer Aldonza Folch de Cardona y Manrique de Lara, hija de Fernando y Francisca, primeros duques de Cardona. El matrimonio tuvo, además de la primogénita, dos hijas llamadas Francisca, quien casó con Luis de Quiñones, conde de Luna, y María. 
Brianda fue también condestable del Reino de Granada entre 1530 y 1588. Contrajo matrimonio en 1565 con Diego Álvarez de Toledo y Enríquez de Guzmán, hijo a su vez del III duque de Alba de Tormes, Fernando Álvarez de Toledo y Pimentel y hermano de Fadrique Álvarez de Toledo y Enríquez de Guzmán, IV duque de Alba de Tormes. De este matrimonio su hijo Antonio Álvarez de Toledo y Beaumont fue el V duque de Alba de Tormes, III duque de Huéscar y VI conde de Lerín. 
El poeta Lope de Vega en su obra Arcadia, le cantó a Brianda en los siguientes términos:

Veíase entre unos tajos y espesura Navarra bella,
y en un alto monte, Lerín, y el río que le da hermosura;
y de luces cubierto el horizonte, mostraba, en un palacio,
la divina Doña Brianda, gloria de Beaumonte.

- Datos: Q5733806